# Дементьев, Алексей Алексеевич
Дементьев, Алексей Алексеевич (15 марта 1921, Комаровка, Чувашская АО — 18 марта 1990, Москва) — советский военачальник, генерал-полковник (1973).

## Биография
20 августа 1939 года в Чкаловске А. А. Дементьев был призван в РККА, поступил в Саратовское танковое училище, которое окончил в начале июня 1941 года. Направлен на службу в 28-ю танковую дивизию Прибалтийского Особого военного округа. прибыл в часть за несколько дней до начала войны.

### Великая Отечественная война
В Великой Отечественной войне А. А. Дементьев участвовал с 22 июня 1941 года, был командиром взвода 16-го танкового полка этой дивизии. Участвовал в тяжелейших боях приграничного оборонительного сражения в Прибалтике, затем в обороне Новгорода. После расформирования дивизии, оставшейся без танков, в октябре 1941 года зачислен в формирующуюся в Наро-Фоминске 28-ю танковую бригаду командиром танкового взвода, а в марте 1942 года стал адъютантом танкового батальона этой бригады. С октября 1941 года в составе бригады сражался на Западном фронте, участник битвы за Москву, был награждён Орденом Красного Знамени. В июне 1942 года был адъютантом командующего 30-й армией Калининского фронта генерала Д. Д. Лелюшенко, но очень скоро был ранен. После выздоровления, с ноября 1942 года — адъютант командующего 3-й гвардейской армии (командующим к тому времени стал тот же Д. Д. Лелюшенко). Сражался в Сталинградской битве и в Ворошиловградской наступательной операции.
В марте 1943 года А. А. Дементьев был назначен заместителем командира 243-го Краматорского отдельного танкового полка на Юго-Западном фронте. В боях за Краматорск в сентябре 1943 года майор А. А. Дементьев командовал группой танков полка, отличился в бою, но был тяжело ранен. За бои под Краматорском был награждён первым Орденом Александра Невского. После выздоровления в апреле 1944 года А. А. Дементьев был назначен старшим помощником начальника оперативного отдела 4-й танковой армии, затем, в августе 1944 года А. А. Дементьев назначен командиром 51-го отдельного мотоциклетного полка 4-й гвардейской танковой армии, участвовал в освобождении Львова, полк получил почетное наименование «Львовский», А. А. Дементьев был награждён вторым Орденом Красного Знамени. С 16 октября 1944 года А. А. Дементьев — командир 93-й отдельной Житомирской танковой бригады 4-й гвардейской танковой армии (1-й Украинский фронт), участвовал в Сандомирско-Силезской и Верхне-Силезской наступательных операциях. В ходе этих операций А. А. Дементьев участвовал в освобождении Милича (22 января 1945 года), Равича (23 января 1945 года), Фейерштадта (13 февраля 1945 года), форсировании Одера, Пилицы, Бобера. Бригада выступала в качестве передового отряда 4-й танковой армии, отрываясь от армии до 100 километров, наносила удары по тылам противника, причинила большой ущерб врагу. 19 февраля 1945 года бригада была награждена орденом Суворова 2-й степени, вскоре и А. А. Дементьев был награждён тем же орденом.
За стойкость, мужество и отвагу, проявленные личным составом в боях с немецко-фашистскими захватчиками, и умелое выполнение боевых задач бригада, вместе с армией, была удостоена звания «гвардейская» (17 марта 1945 года) и стала именоваться 68-я отдельная гвардейская танковая бригада. 17 марта 1945 года подполковник А. А. Дементьев был назначен командиром 72-го гвардейского тяжелого танкового полка, участвовал в Берлинской и Пражской наступательной операциях.

### После войны
После войны, с сентября 1945 года, служил заместителем командира 81-го отдельного тяжелого танкового полка 4-й гвардейской танковой армии, с марта 1947 — командиром 7-го отдельного гвардейского кадрового танкового батальона 4-й отдельной гвардейской танковой дивизии, а в ноябре 1948 года его направили на учёбу. В 1949 году А. А. Дементьев окончил Ленинградские высшие бронетанковые офицерские курсы. С ноября 1949 — командир 41-го отдельного гвардейского мотоциклетного батальона в 4-й гвардейской механизированной армии. С марта по октябрь 1950 — командир 51-го отдельного гвардейского мотоциклетного батальона в 5-й гвардейской механизированной армии.
В 1953 году окончил Военную академию имени М. В. Фрунзе. С ноября 1953 — командир 163-го отдельного тяжёлого танкового полка, с декабря 1954 — заместитель командира 4-й гвардейской танковой дивизии. В 1956 году окончил Высшие академические курсы при Военной академии имени М. В. Фрунзе и в октябре этого года назначен командиром 25-й тяжелой танковой дивизии. Командовал ею, пока в сентябре 1958 года вновь не был направлен на учёбу.
В мае 1960 года окончил Военную академию Генерального штаба Вооружённых Сил СССР, в июле этого года назначен заместителем командующего 7-й танковой армией. В 1962 году А. А. Дементьев был назначен заместителем командующего Группы советских войск на Кубе (ГСВК) — старшим группы советских военных специалистов на Кубе, участвовал в Операции Анадырь (события Карибского кризиса). С июля 1964 года — начальник штаба — первый заместитель командующего Московского военного округа, с августа 1968 года — заместитель начальника 10-го Главного управления Генерального Штаба, с марта 1972 года — представитель Главнокомандующего Объединённых вооружённых сил стран-участниц Варшавского договора в Румынской Народной армии. С июля 1976 года — заместитель начальника штаба Объединённых вооружённых сил стран-участниц Варшавского договора, с июля 1979 года служил в Генеральном Штабе. С января 1981 года — начальник кафедры Военной академии Генерального штаба, с марта 1982 года — в отставке.
Умер Алексей Алексеевич в Москве, в 1990 году.

## Воинские звания
- лейтенант — 10.06.1940
- старший лейтенант — 14.12.1941
- капитан — 20.08.1942
- майор — 28.02.1943
- подполковник — 26.02.1945
- полковник — 22.06.1951
- генерал-майор танковых войск — 18.02.1958
- генерал-лейтенант танковых войск — 22.02.1963
- генерал-полковник — 4.11.1973

## Награды
- Орден Ленина (01.10.1963, за участие в операции «Анадырь»)
- три Ордена Красного Знамени (07.10.1942; 04.09.1944, …)
- Орден Суворова 2-й степени (06.04.1945)
- два Ордена Александра Невского (26.09.1943; 25.05.1945)
- два Ордена Отечественной войны 1-й степени (20.06.1944, 11.03.1985)
- Орден Красной Звезды (1954)
- Орден «За службу Родине в Вооруженных Силах СССР» 3-й степени[4][7][8]
- Медали:
  - Медаль «За боевые заслуги» (1951)
  - Медаль «За оборону Москвы»
  - Медаль «За оборону Сталинграда»
  - Медаль «За взятие Берлина» (09.06.1945)
  - Медаль «За освобождение Праги» (09.06.1945)
  - Медаль «За победу над Германией в Великой Отечественной войне 1941-1945 гг.» (09.06.1945)
  - Медаль «За воинскую доблесть. В ознаменование 100-летия со дня рождения Владимира Ильича Ленина» (1970)
  - Медаль «20 лет Победы в Великой Отечественной войне 1941-1945 гг.» (1965)
  - Медаль «30 лет Победы в Великой Отечественной войне 1941-1945 гг.» (1975)
  - Медаль «40 лет Победы в Великой Отечественной войне 1941-1945 гг.» (1985)
  - Медаль «30 лет Советской Армии и Флота» (1948)
  - Медаль «40 лет Вооружённых Сил СССР» (1958)
  - Медаль «50 лет Вооружённых Сил СССР» (1968)
  - Медаль «60 лет Вооружённых Сил СССР» (1978)
  - Медаль «70 лет Вооружённых Сил СССР» (1988)
  - другие медали

Иностранные награды:
- Орден Красного Знамени (МНР)[11]
- Орден «Эрнесто Че Гевара» I степени (Куба)[12]
- Чехословацкий Военный крест (1939) (ЧССР)
- Медаль «За укрепление дружбы по оружию» I степени (ЧССР)[13]
- Медаль «Братство по оружию» I степени ГДР

## Сочинения
- Дементьев А., Петров С. Изменение обстановки и новое решение. // Военно-исторический журнал. — 1978. — № 7. — С.31-36.